# VCK Bolderberg 73
VCK Bolderberg 73 is een volleybalclub gevestigd in Bolderberg.

## Geschiedenis
Op het einde van de jaren 1960 van de twintigste eeuw werd in open lucht volleybal gespeeld in de jeugdclub Kajoba. Toen in 1970 een nieuwe sporthal werd gebouwd in Bolderberg werd een volwaardige volleybalclub opgericht. In 1973 werd de club opgenomen in de bondslijsten onder de naam VCK Bolderberg 73.
In 1984 stopte de herenploeg, ze speelde toen in de afdeling derde landelijke. De ploeg startte in 1987 opnieuw in de afdeling vierde provinciale.
Door de jaren heen werd het aantal ploegen uitgebreid en werd de jeugdopleiding uitgebouwd.

## Palmares heren eerste ploeg
- 1977 kampioen derde provinciale afdeling
- 1978 kampioen tweede provinciale afdeling
- 1979 vice-kampioen eerste provinciale afdeling
- 1992 kampioen vierde provinciale afdeling
- 1994 kampioen derde provinciale afdeling
- 1999 kampioen tweede provinciale afdeling
- 2007 kampioen tweede landelijke afdeling
- 2009 kampioen eerste landelijke afdeling

## Voorzitters van de club
- 1973-1984 Marcel Gijbels
- 1984-1995 Roger Cosemans
- 1995-2004 Etienne Raymakers
- 2004-2012 Ronny Jaspers
- 2012- Stefan Reuten